# A Ciência de Interstellar
A Ciência de Interstellar é um livro de não ficção do físico teórico americano e ganhador do prêmio Nobel Kip Thorne, com prefácio de Christopher Nolan. O livro foi publicado inicialmente em 7 de novembro de 2014 pela WW Norton & Company. Este é seu segundo livro para não cientistas depois de Black Holes and Time Warps, lançado em 1994. A Ciência de Interestelar é um acompanhamento ao filme Interestelar, dirigido por Nolan em 2014 estrelado por Matthew McConaughey, Anne Hathaway e Jessica Chastain.

## Visão geral
Kip Thorne foi o consultor científico e produtor executivo do filme Interestelar. Neste livro, ele explica os conceitos científicos por trás das ideias cosmológicas abordado no filme.